# FS D.445
Les Locomotives D.445 sont les locomotives diesel-électriques les plus récentes et puissantes du parc roulant des Ferrovie dello Stato. Les FS en ont commandé 150 exemplaires en trois séries. Le réseau italien étant électrifié quasiment à 100%, les FS n'ont plus commandé ce type de matériel depuis 1988, date de la dernière livraison. Elles sont toujours en service en 2014.

## Histoire
La locomotive D.445 est l'évolution de la D.443 dont elle a hérité ses qualités de fiabilité et robustesse. Au début des années  1970, les chemins de fer italiens, Ferrovie dello Stato, dans le cadre du plan de renforcement et de modernisation du service de voyageurs sur les rares lignes non encore électrifiées, développèrent une nouvelle version de locomotive diesel-électrique unifiée qui puisse à la fois tracter des rames plus importantes et assurer le chauffage et la climatisation des voitures en remorque avec l'installation d'un câble REC sous haute tension alimenté par un générateur secondaire. Aucune des locomotives précédentes n'en était pourvue. Il leur fallait donc ajouter une voiture spécifique avec les risques et la surconsommation d'énergie notables. La première série de 35 locomotives a été livrée à partir de 1974. Elles comportaient des parebrises courbes qui ne seront pas reconduits sur les deux séries suivantes, à cause du nouveau classement sécuritaire de cet élément. En 1979 les FS passent commande de la seconde série de 20 locomotives avec, en plus, une télécommande pour fonctionner en rame avec voiture pilote. La 3e série de 95 locomotives sera livrée entre 1985 et 1988. Les 150 locomotives D.445 remplaceront les anciennes FS D.341 et D.342.

## Caractéristiques techniques
Les locomotives D.445 de la 1re série comportaient des parebrises très recourbés sur les côtés. Ils ne seront pas reconduits sur les séries suivantes et seront remplacés, sur les premières locomotives à partir de 1980 pour respecter les nouveaux critères de sécurité sur les voies qui ont imposé des vitrages plans renforcés, feuilletés et résistants à des chocs importants comme des pierres. Ces locomotives sont de type B'B' et leur vitesse commerciale maximale est de 130 km/h. Comme tout le parc des FS, ces locomotives ont été repeintes en fonction des livrées en vigueur. La dernière livrée XMPR comprend les couleurs blanc, vert et bleu. Ces locomotives sont équipées du système de sécurité SSC-SSB, Système de Support à la Conduite - Système de bord, obligatoire en Italie.

## Les différentes séries

### 1resérie
Elle se compose de 35 unités numérotées D.445.1001 à 1035 dans leur livrée de l'époque, vert nella livrea verde et marron avec bandes rouges. Elles comportaient 3 phares et ne disposaient pas des commandes déportées qui seront ajoutées en 1990 pour l'utilisation en rames avec voiture pilote.

### 2esérie
Les 20 locomotives D.445 de la seconde série ont été numérotées D.445.1036 à 1055 dans la livrée navette orange et violet. Elles ont conservé les 3 phares sur chaque extrémité. Cette série fut équipée d'origine avec une télécommande à 78 pôles pour l'utilisation d'une voiture pilote à l'autre extrémité de la rame.

### 3esérie
Les 95 locomotives de la 3e série ont été numérotées D.445.1056 à 1150. Comme celles de la seconde série, elles reçurent la livrée navette orange et violet mais elles reçoivent deux feux rouges supplémentaires sur chaque face afin de se conformer aux nouvelles règles de circulation.

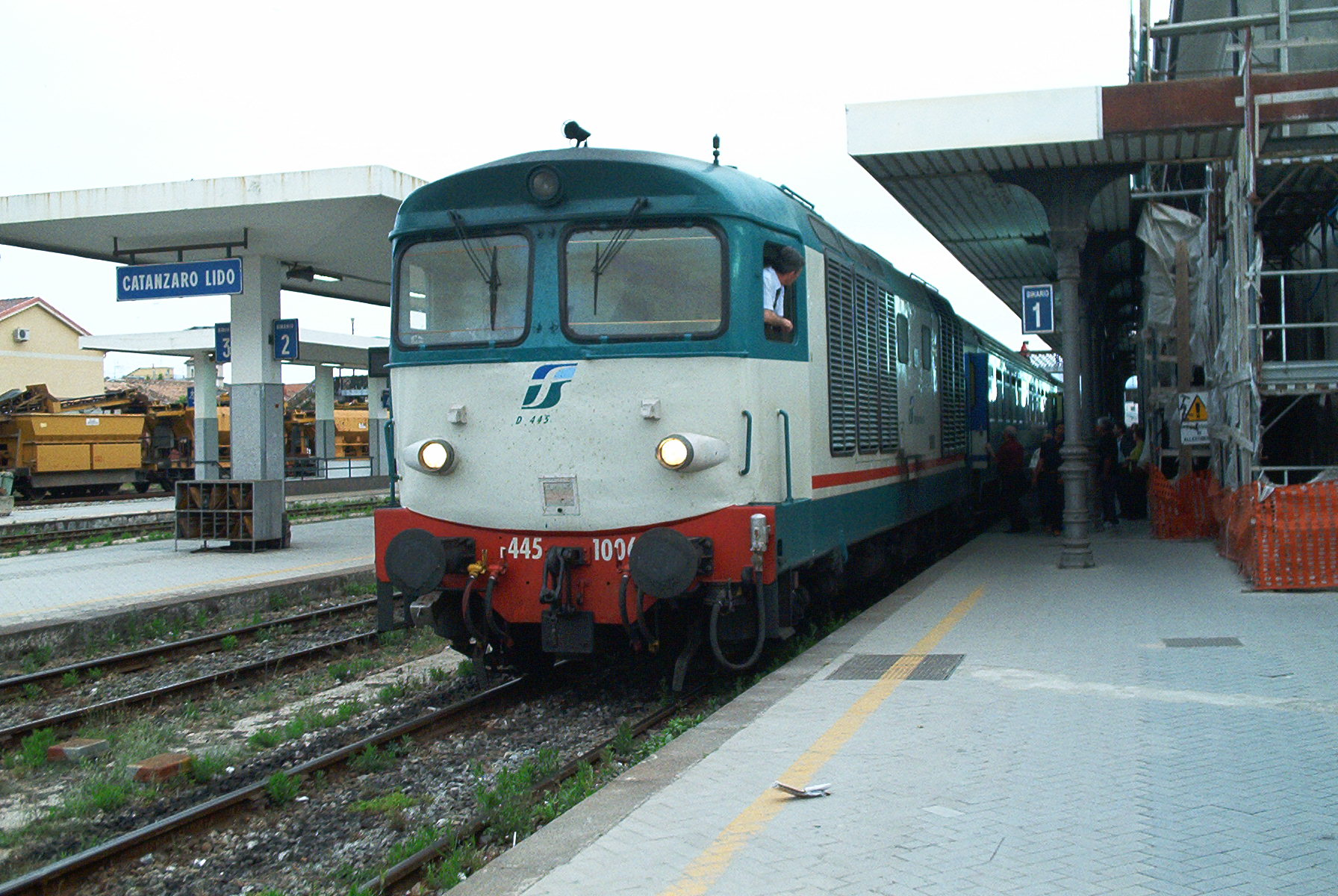
Locomotive D.445-1006.
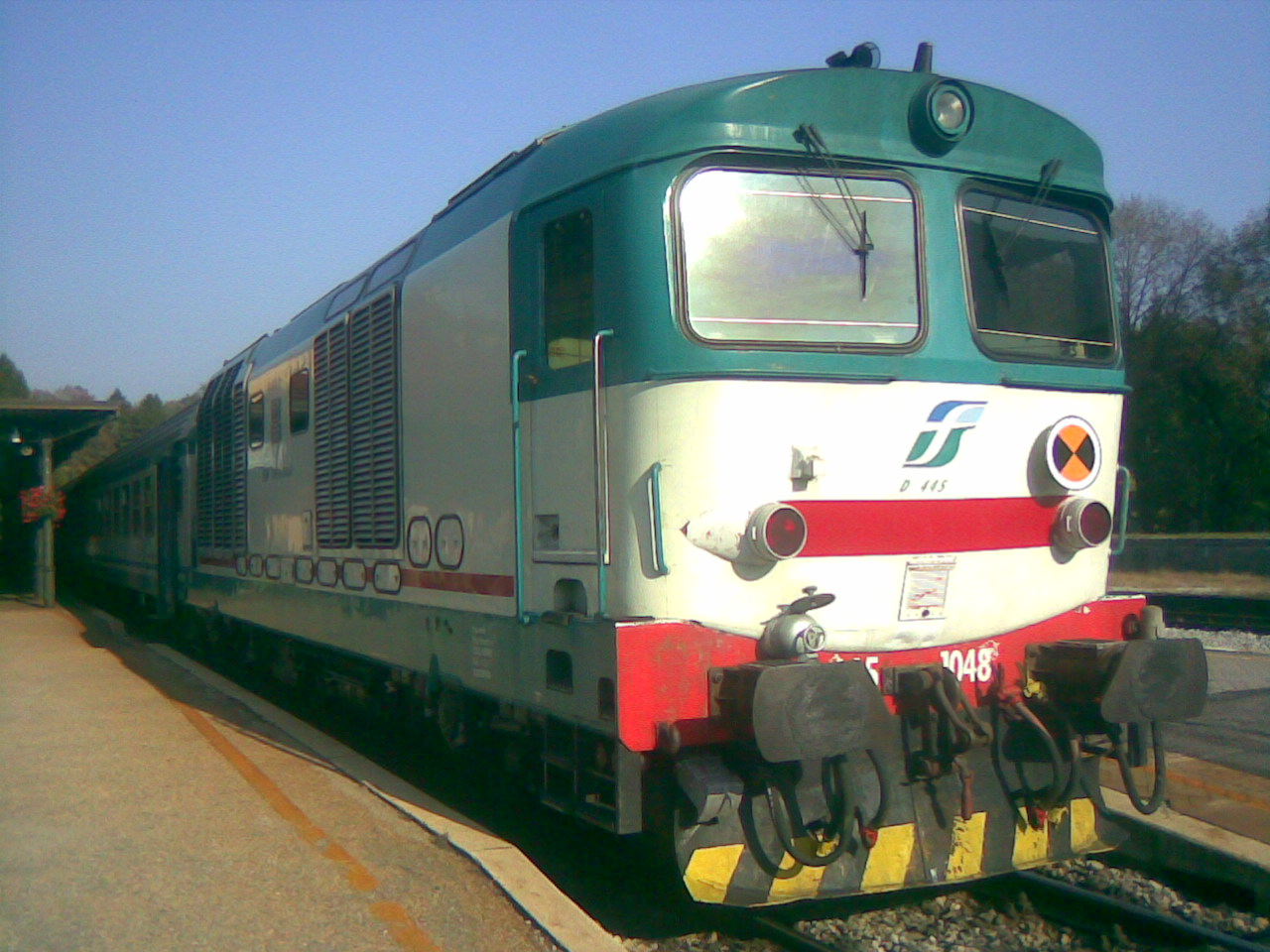
La D.445.1048 en transit en gare de Feltre tractant une rame voyageurs.
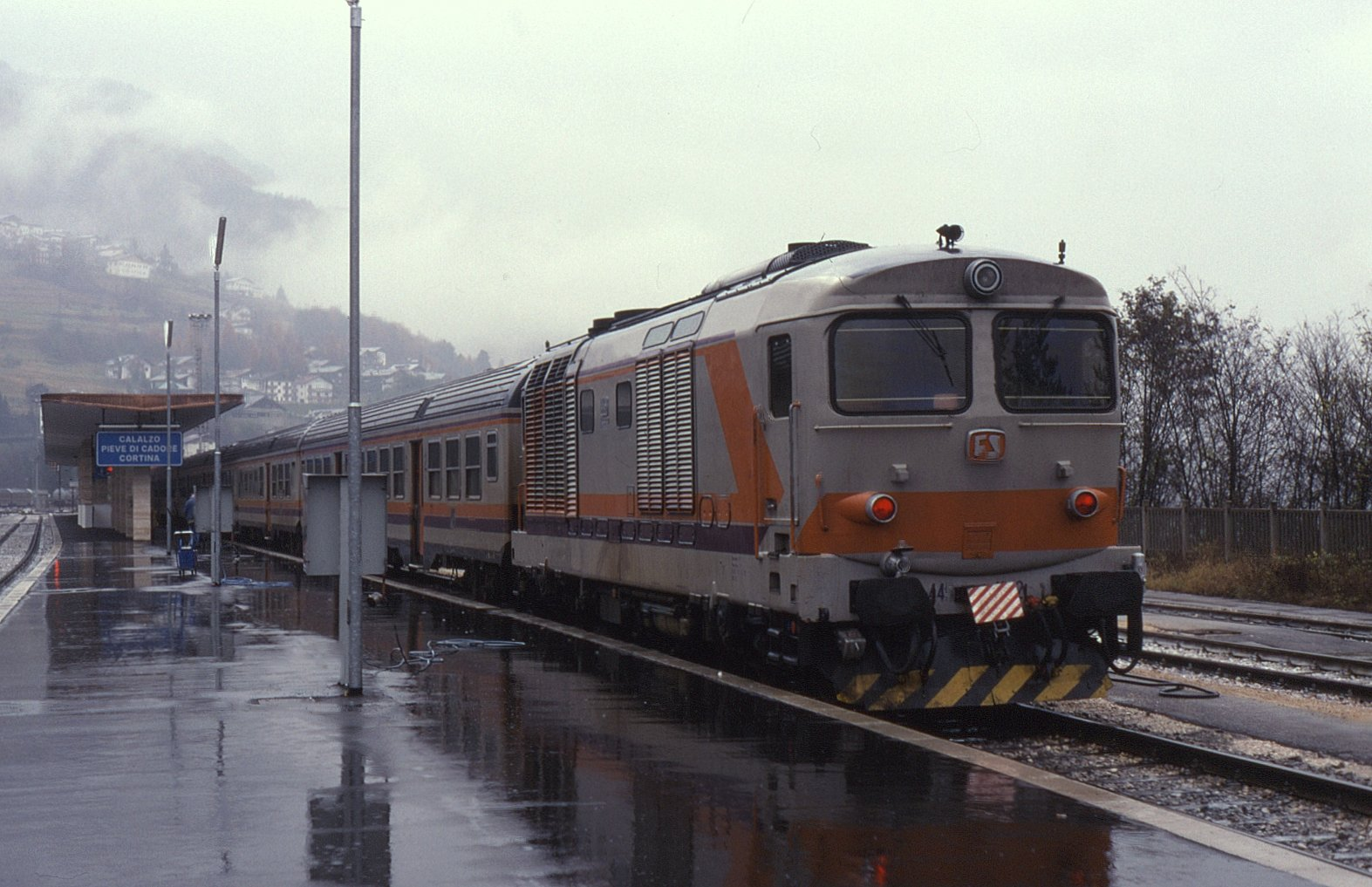
La D.445.1042 à quai avec une rame locale
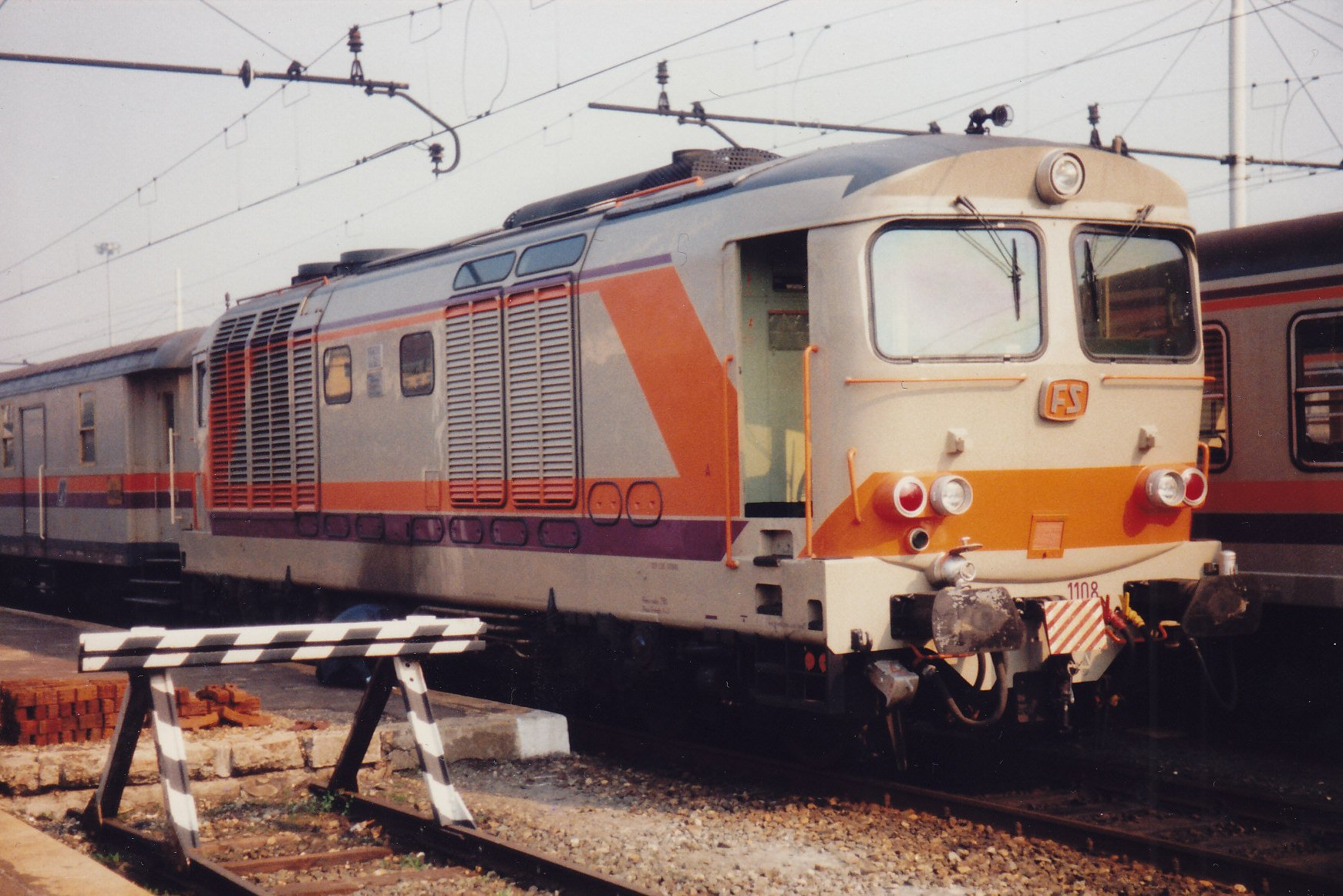
La D.445.1108 en stationnement à Domodossola.